# 石田雅彦
石田 雅彦（いしだ まさひこ、1967年4月24日 - ）は、埼玉県川越市出身の元プロ野球選手（投手）。2021年現在は、千葉ロッテマリーンズの打撃投手。

## 来歴・人物
川越工業高では2人いたエースピッチャーのうち左のエースであった。1985年春の関東大会で準優勝。夏は埼玉県大会決勝戦で5点リードを守りきれず、立教高校に逆転負け。
社会人野球チームから内定が出ていたが、1985年のプロ野球ドラフト会議でロッテオリオンズから1位指名を受け入団。
しかし、プロでは2年目の春季キャンプで左肘の靭帯を部分断裂するなど、在籍9年間でリリーフでの2試合しか登板がなく、1994年に現役を引退。引退後から現在までロッテの打撃投手を務めている。
1アウトも取れなかったため、通算防御率が無限大という珍記録を残した（厳密には0で割ることはできないため無限大ではない。ゼロ除算参照。この記録を残した選手にはほかにブラッド・ツイドリーなどがいる）。
石田が引退した翌年に黒木知宏が入団。石田が着けていた背番号54を引き継いだが、黒木は後に球団から背番号をエースナンバーの18への変更を打診された際に拒否している。この理由は背番号が54に決まった際、石田に「お前の為に54番を温めておいたよ｣と言われたのを黒木が恩義に感じていたためである。なお、石田はその2倍の数である108を付けている。

## 詳細情報

### 年度別投手成績
| 年 度     | 球 団     | 登 板 | 先 発 | 完 投 | 完 封 | 無 四 球 | 勝 利 | 敗 戦 | セ 丨 ブ | ホ 丨 ル ド | 勝 率 | 打 者 | 投 球 回 | 被 安 打 | 被 本 塁 打 | 与 四 球 | 敬 遠 | 与 死 球 | 奪 三 振 | 暴 投 | ボ 丨 ク | 失 点 | 自 責 点 | 防 御 率 | W H I P |
| --------- | --------- | ----- | ----- | ----- | ----- | -------- | ----- | ----- | -------- | ----------- | ----- | ----- | -------- | -------- | ----------- | -------- | ----- | -------- | -------- | ----- | -------- | ----- | -------- | -------- | ------- |
| 1989      | ロッテ    | 1     | 0     | 0     | 0     | 0        | 0     | 0     | 0        | --          | ----  | 1     | 0.0      | 0        | 0           | 1        | 0     | 0        | 0        | 0     | 0        | 0     | 0        | ----     | ----    |
| 1991      | ロッテ    | 1     | 0     | 0     | 0     | 0        | 0     | 0     | 0        | --          | ----  | 1     | 0.0      | 1        | 0           | 0        | 0     | 0        | 0        | 0     | 0        | 1     | 1        | ----     | ----    |
| 通算：2年 | 通算：2年 | 2     | 0     | 0     | 0     | 0        | 0     | 0     | 0        | --          | ----  | 2     | 0.0      | 1        | 0           | 1        | 0     | 0        | 0        | 0     | 0        | 1     | 1        | ----     | ----    |

### 記録
- 初登板：1989年7月21日、対近鉄バファローズ戦（川崎球場）

### 背番号
- 54 （1986年 - 1994年）
- 108 （1995年 - ）